# Бушкалик
Бушкалик (укр. Бушкалик) — село в Тлумачской городской общине Ивано-Франковского района Ивано-Франковской области Украины.
Население по переписи 2001 года составляло 180 человек. Занимает площадь 3,312 км². Почтовый индекс — 78013. Телефонный код — 03479.